# سلطنتی آدمیرال (۱۷۷۷)
سلطنتی ادمیرال (۱۷۷۷) (به انگلیسی: Royal Admiral (1777)) یک کشتی بود که طول آن ۱۲۰ فوت ۲ اینچ (۳۶٫۶ متر) بود. این کشتی در سال ۱۷۷۷ ساخته شد.